# Deli in vladaj (računalništvo)
Deli in vladaj (angleško divide and conquer) predstavlja strategijo delitve problema na manjše probleme, ki so prvotnemu problemu enaki (enakega tipa). Tak postopek ponavljamo, dokler nismo sposobni rešiti podproblemov.
Strategija temelji na rekurziji.

## Algoritmi
- dvojiško iskanje
- iskanje mejnih elementov zaporedja
- urejanje z zlivanjem
- hitro urejanje (angleško Quick sort)
- iskanje k-tega elementa po velikosti
- množenje števil
- množenje matrik
- Strassenovo množenje matrik
- Hanojski stolpi
- problem najbližjega para točk

## Splošna procedura
```
// a[dno], a[dno+1], ..., a[vrh]; dno>=1 so podatki

procedure
 
DeliInVladaj
(
a
,
 
dno
,
 
vrh
,
 
re
š
itev
)
 

begin

  
if
 
problem
 
majhen
 
(
dno
,
 
vrh
)
 
then

    
resi
 
(
a
,
 
dno
,
 
vrh
,
 
re
š
itev
)

  
else

  
begin
  
// problem ni majhen, potrebna delitev

    
s
 
:=
 
deli
(
dno
,
vrh
)
    
// index delitve, razdeli na 2 podproblema

    
DeliInVladaj
(
a
,
 
dno
,
 
s
,
 
re
š
itev
)
     
// reši levi podproblem

    
DeliInVladaj
(
a
,
 
s
+
1
,
 
vrh
,
 
re
š
itev
)
   
// reši desni podproblem

    
Zdru
ž
i
(
dno
,
 
s
,
 
vrh
,
 
re
š
itev
)
         
// združi rešitve posameznega podproblema

  
end

end

```